# 费尔德基兴
费尔德基兴（德語：Feldkirchen，發音：[fɛltˈkɪʁçn̩]）是德国巴伐利亚州上巴伐利亚行政区慕尼黑县的市镇，面积6.41平方千米，2023年12月31日人口为7,689人。